# Касим-паша
Касим-паша (тур. Kasım Paşa) је био османски војсковођа и беглербег Румелије 1442. године. Један је од главних турских команданата у Дугој војни и Варнинском крсташком рату.

## Биографија
Румелијски беглербег и везир Шехабедин паша поражен је 1442. године од стране Јаноша Хуњадија. Касим-паша га је наследио на обе позиције
. На почетку Дуге војне, Јанош је прешао Дунав и кретао се војском дуж Велике и Јужне Мораве. Напао је снаге Касим-паше пре него што су Турци могли да сакупе комплетну војску. Касим-пашина коњица од 12.000 људи поражена је у близини Алексинца у бици код Ниша 1443. године. У бици су учествовале и војске Турахан-бега и Исак-бега. У повлачењу, Касим-паша је спалио сва села између Ниша и Софије . Турахан-бег и Касим-паша су из Софије послали у Једрене гласника да упозори султана Мурата. Касим-паша зауставио је хришћане у бици код Златице крајем 1443. године. Његова војска нападала је крсташе при повратку, али је поражена 24.децембра 1444. године у бици код Мелштице у близини Софије, када су крсташи заробили мноштво турских официра. Турски извори сведоче да је српски деспот Ђурађ Бранковић поткупио Турахан-бега да не учествује у бици која је завршена поразом његовог ривала, Касим-паше. Касим-паша је поднео оставку на место румелијског беглербега 1443. године. Његова даља судбина није позната.